# Die Dame von Monsoreau
Die Dame von Monsoreau ist ein historischer Roman von Alexandre Dumas aus dem Jahr 1846, der auf La Reine Margot folgt und Les Quarante-cinq vorausgeht.

## Hintergrund

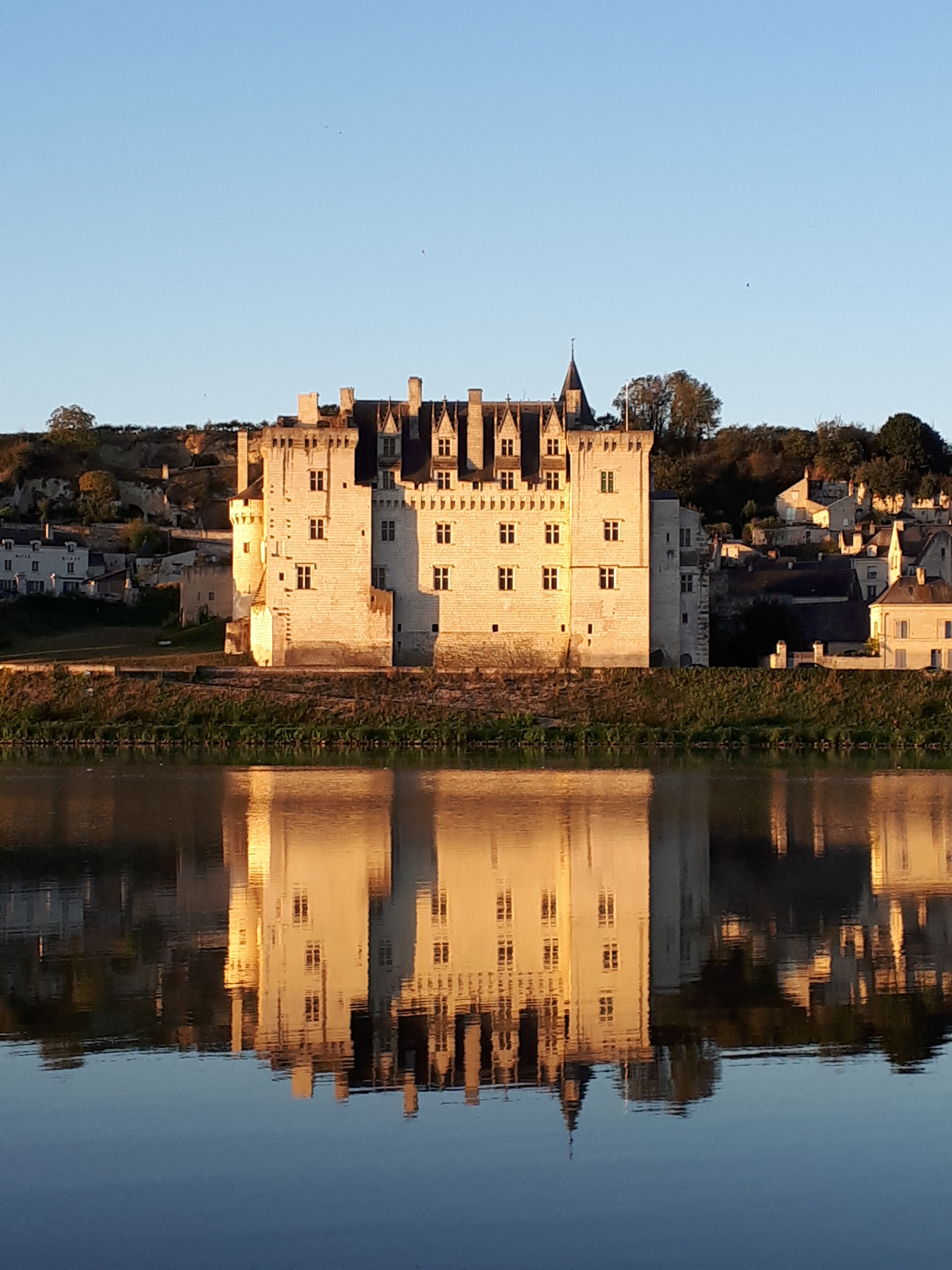
Das Schloss Montsoreau.

Herzog François d'Alençon, der seit der Krönung seines Bruders Heinrich III. zum Herzog von Anjou geworden war, versöhnte sich 1577 mit ihm, geriet aber im Februar 1578 erneut in Streit. Die Edelleute des Herzogs, im Roman die „Angeviner“ genannt, suchen bei den Günstlingen des Königs, den Mignons, Zuflucht. Diese werden von den Anhängern des Herzogs von Guise bedroht, dem Anführer der katholischen Fraktion. Heinrich III. versucht de Guises Autorität zu untergraben, indem er selbst die Führung der Liga übernimmt.
Zum Gefolge des Herzogs von Anjou gehört Louis de Bussy d’Amboise. Dieser hatte sich zuvor beim Bartholomäusmassaker hervorgetan und wurde vom Herzog zum Gouverneur des Herzogtums Anjou ernannt.
Dumas idealisiert Bussy, indem er den Mut und die literarische Gewandtheit dieses andererseits aber auch sehr arroganten und brutalen Charakters hervorhebt. Ferner schreibt Dumas ihm eine Seelengröße zu, die im Königreich ihresgleichen sucht. So reagierte auch Diane de Méridor, als Bussy sich ihr im Maison des Tournelles vorstellte: „Bussy, le brave Bussy“, „le plus noble et le plus loyal gentilhomme de France“ (der edelste und loyalste Edelmann Frankreichs).
Am 27. April findet das Duell der Mignons statt, das mit dem Tod von Caylus, Maugiron und Schomberg endet, worüber der König sehr betrübt sein wird und das Dumas auf seine Weise arrangiert, um es zur vorletzten Szene des Romans zu machen. Als Einziger unter ihren drei Gegnern stirbt Ribeirac. Dumas lässt den Tod von Bussy d'Amboise und der Mignons von Heinrich III. zeitlich zusammenfallen, indem er ihn auf den 9. Juni 1578 datiert.

## Der Roman

### Handlung
Die Dame von Monsoreau ist ein historischer Roman, in dem zwei Handlungsstränge miteinander verwoben sind:
- eine Liebesgeschichte zwischen Louis de Clermont, dem Herrn von Bussy d'Amboise, und Diane de Méridor, der Frau des Grafen von Monsoreau.

- eine politische Intrige, in der die politischen und religiösen Unruhen unter der Herrschaft von Heinrich III. dargestellt werden, insbesondere die Rivalität zwischen ihm und seinem Bruder François de France, dem Herzog von Alençon und späteren Herzog von Anjou, einer intriganten und ehrlosen Figur.

### Zusammenfassung

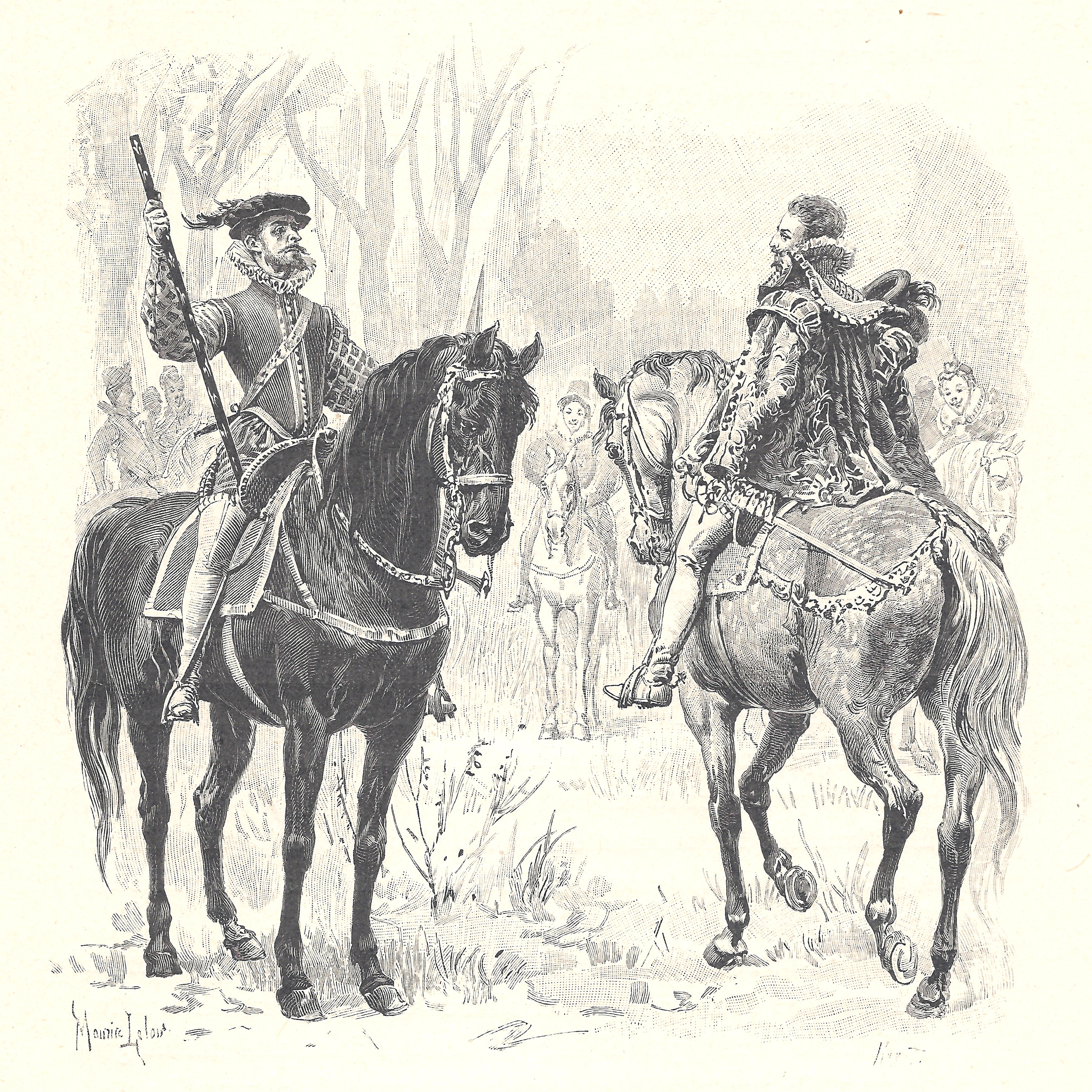
Der Graf von Monsoreau und Bussy d'Amboise. Komposition von Maurice Leloir und Holzschnitt von Jules Huyot, Ausgabe Calmann Lévy, 1903.

Heinrich III. ist der Sohn von Katharina von Medici und der ältere Bruder des Herzogs von Anjou. Er ist ein Mann, dessen Frömmigkeit an Aberglauben grenzt, intelligent, aber von Natur aus schwach. Sein Hofnarr Chicot erteilt ihm Ratschläge. Die Geschichte spielt im Jahr 1578, als Heinrich III. 27 Jahre alt ist und erst seit vier Jahren regiert. Er muss sich mit zahlreichen Verschwörungen auseinandersetzen, die von seinem eifersüchtigen eigenen Bruder angeführt werden, der sich auf die Seite des protestantischen Heinrich von Navarra schlägt.
Der Roman beginnt am Fettsonntag, dem 12. Februar 1578, mit der Hochzeit eines der Günstlinge des Königs, Saint-Luc, mit Jeanne. Der eifersüchtige Heinrich III. hält ihn als Gefangenen bei sich im Louvre. Bussy gelingt es, die beiden frisch Vermählten heimlich zusammenzubringen. Als der König die Täuschung entdeckt, fliehen sie schnell in das Schloss Meridor.

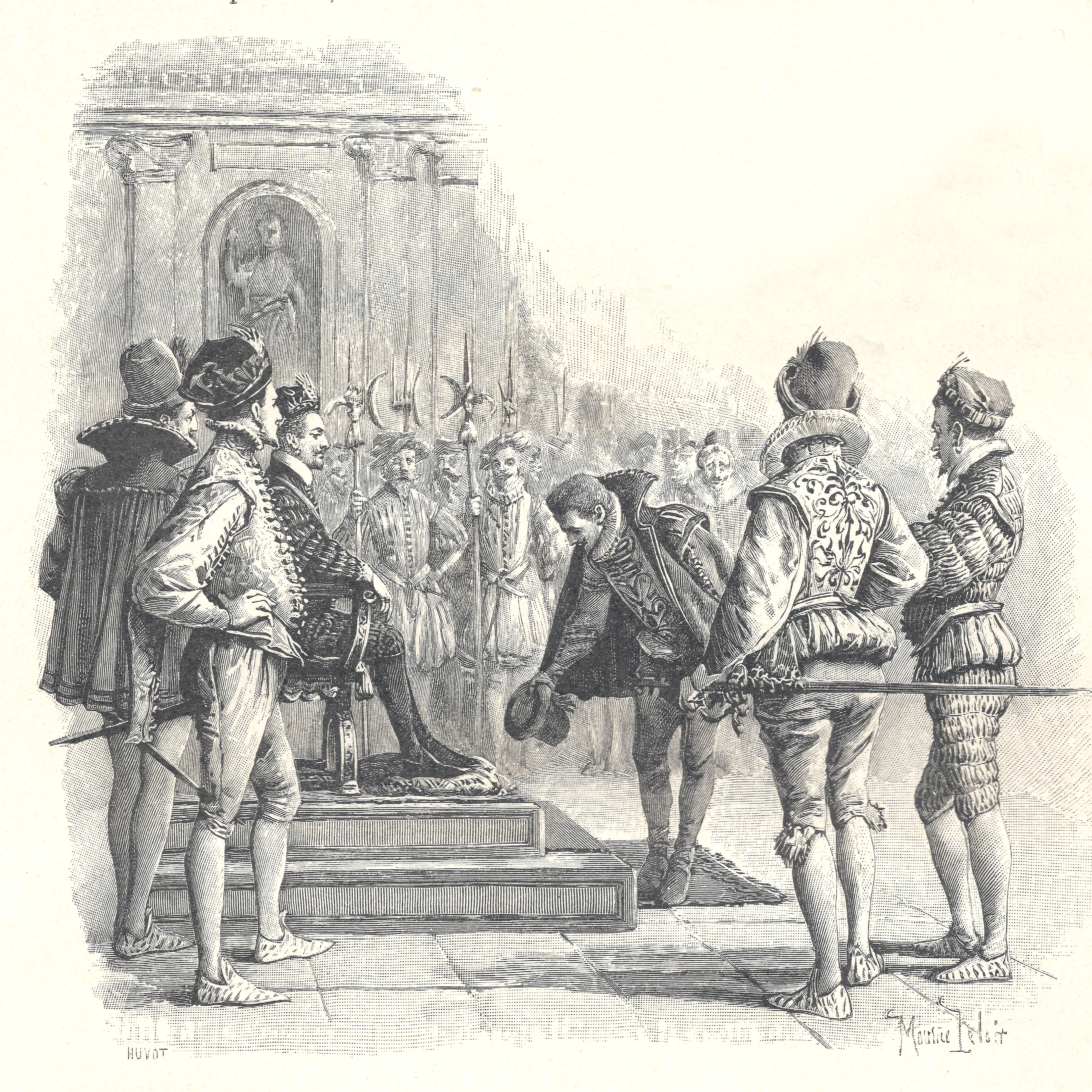
Audienz vor König Heinrich III. Komposition von Maurice Leloir und Holzschnitt von Jules Huyot, Ausgabe Calmann Lévy, 1903.

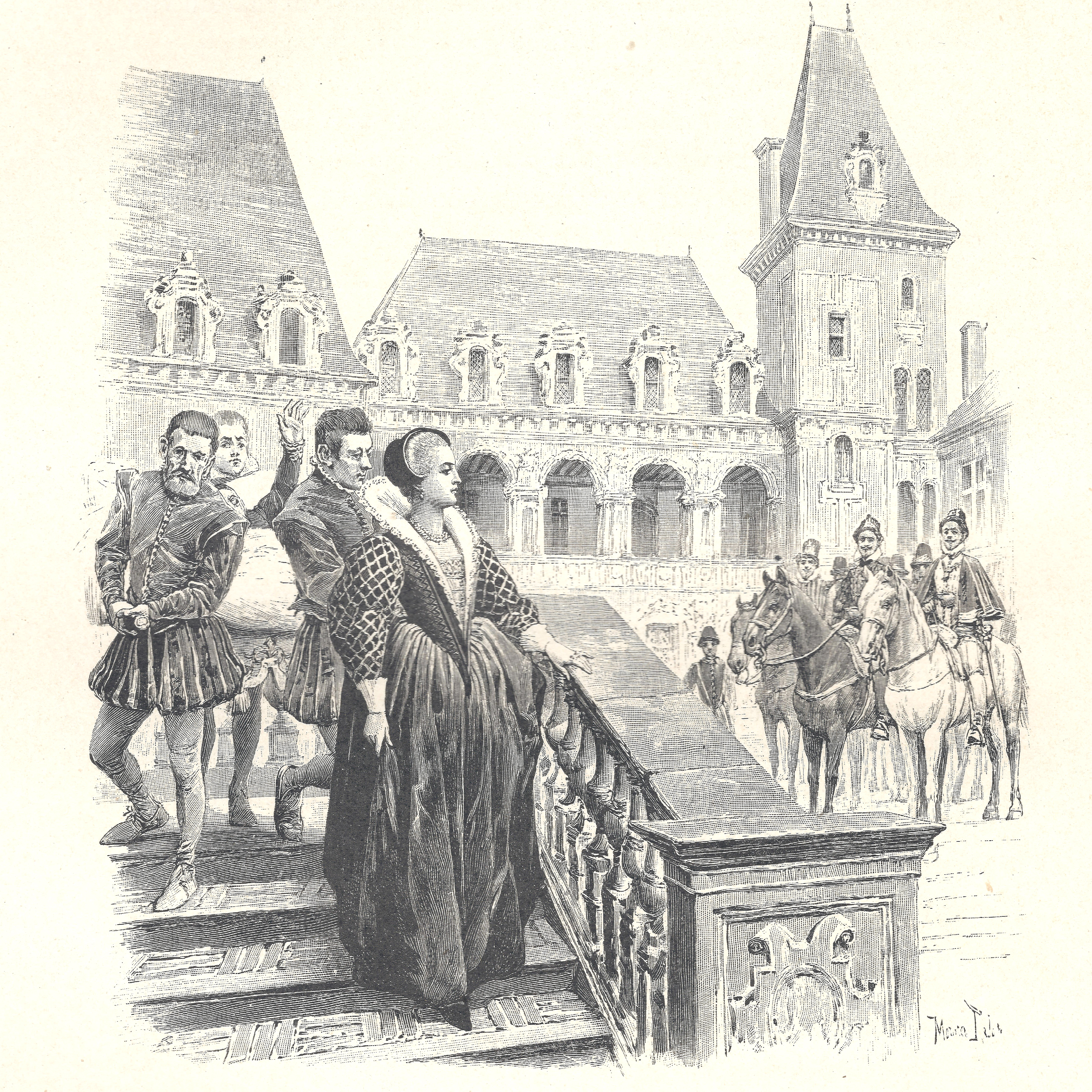
Diane de Méridor. Komposition von Maurice Leloir und Holzschnitt von Jules Huyot, Ausgabe Calmann Lévy, 1903.

Bussy, ein loyaler Edelmann des Herzogs von Anjou, wurde von den fünf Edelmännern Quélus, Schomberg, Maugiron, D'Epernon und D'O, die Heinrich III. angehörten und gemeinhin als die Mignons des Königs bezeichnet wurden, in einen Hinterhalt gelockt. Als gefürchteter Schwertkämpfer verwundete er drei Gegner, erhielt aber einen schweren Schwertstreich. Eine Tür, an die er sich gelehnt hatte, öffnet sich wie durch ein Wunder. Er fällt in Ohnmacht und als er aufwacht, entdeckt er seine verbundene Wunde weit entfernt vor der Abtei Sainte-Geneviève. Er erinnert sich an die Gesichter einer sehr schönen jungen Frau und eines jungen Arztes. Es gelingt ihm, den Letzteren, der ihn behandelt hat, und über ihn die junge Frau, Diane de Méridor (die auch vom Herzog von Anjou gesucht wurde), ausfindig zu machen. Die beiden jungen Leute verlieben sich unsterblich ineinander. Doch Diane steht in der Schuld des Grafen Bryan de Monsoreau, der sie vor den Avancen des Herzogs von Anjou gerettet hatte. Sie musste ihn heiraten, um sich vor dem Herzog zu schützen. In Wirklichkeit manipulierte der hinterlistige Monsoreau sie, indem er den Herzog von Anjou glauben machte, dass sie in ihn verliebt sei, und Diane, dass der Herzog ihr nachstellte und sie entehren wollte, und brach das Versprechen, das er Diane gegeben hatte, ihr Neuigkeiten über ihren Vater mitzuteilen. Dies tut Bussy, der sich auf den Weg zum Schloss Meridor in Anjou macht.
Chicot nutzt die Naivität seines Freundes, des Mönchs Gorenflot, und dringt in ein geheimes Treffen der Liga ein, bei dem der Herzog von Mayenne und die Guise sich verschwören, um den Thron zu erobern. Sie verfügen über eine Genealogie, die von einem gewissen Nicolas David verfasst wurde, um die Ansprüche der Guise auf die französische Krone zu begründen. Chicot und Gorenflot verfolgen Nicolas David; der erste tötet ihn und nimmt die Papiere an sich. Durch diese Intervention war der König über alle Einzelheiten der Verschwörung informiert. Er ernennt sich selbst zum Anführer der Liga anstelle seines Bruders, den er im Louvre gefangen hält.

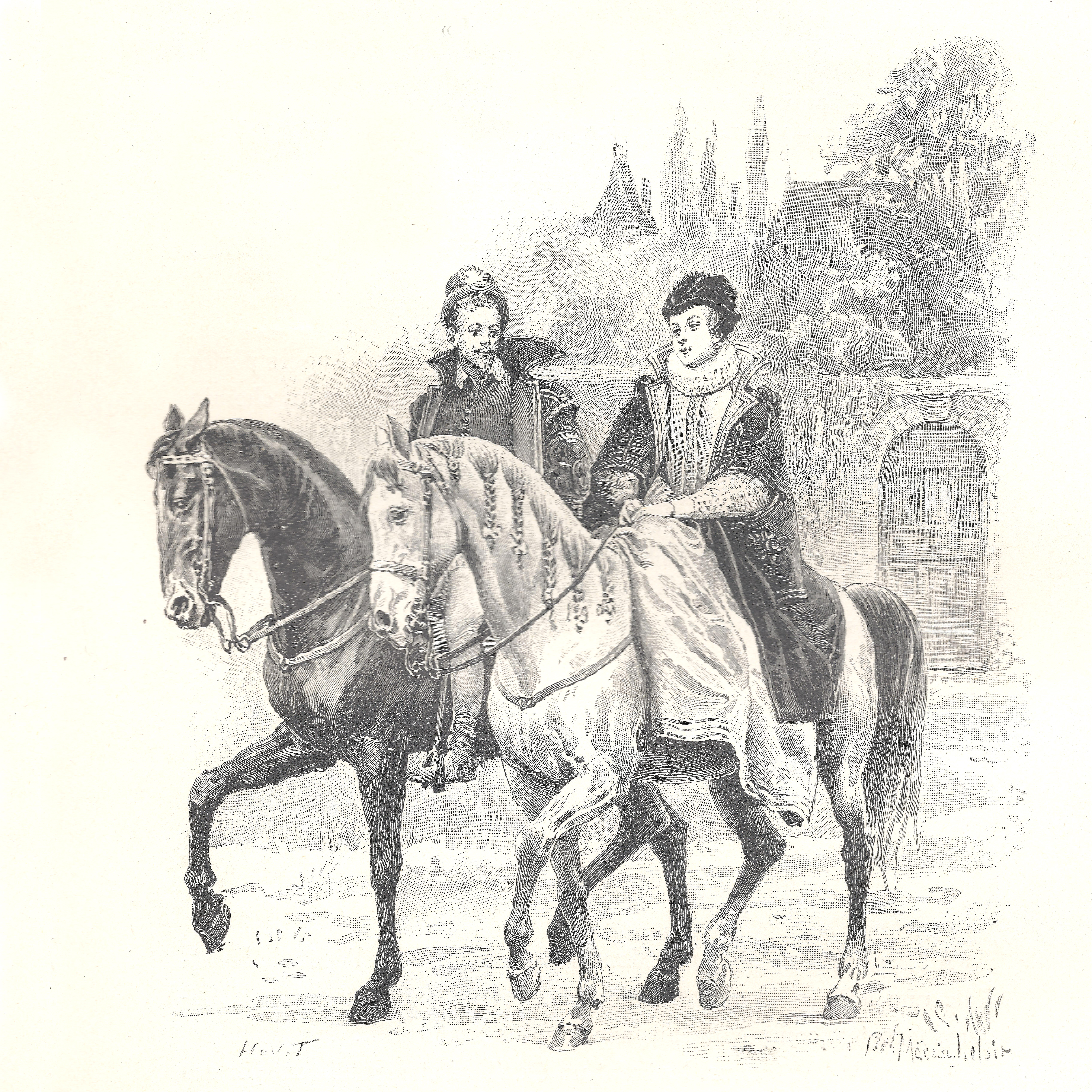
Monsieur und Madame de Saint-Luc. Komposition von Maurice Leloir und Holzschnitt von Jules Huyot, Ausgabe Calmann Lévy, 1903.

Saint-Luc und seine junge Frau, eine Jugendfreundin Dianes, finden das Schloss Meridor in Trauer vor. Monsoreau hatte den Baron glauben lassen, seine Tochter sei auf der Flucht vor dem Herzog ertrunken, und ihn nie eines Besseren belehrt. Bussy führt den Baron de Méridor zu seiner Tochter und versucht, die Verlobung mit dem Grafen de Monsoreau zu lösen, indem er den Herzog von Anjou einschaltet. Monsoreau kündigt jedoch seine Hochzeit mit dem Segen des Herzogs von Anjou an, nachdem er ihm gedroht hat, seine Intrigen beim König anzuzeigen. Monsoreau, der von Heinrich III. zum Grand Veneur ernannt worden war, wurde von seiner Frau getrennt, die nach Meridor zurückkehrte. Bussy folgt ihr nach Anjou und wird ihr Geliebter, den sie sich angewöhnt, mit dem Vornamen „Louis“ anzusprechen. Der Herzog von Anjou wird von Heinrich von Navarra aus dem Louvre befreit und zieht nach Angers, wo Bussy lebt. Dieser kehrt in den Dienst seines Prinzen zurück. Da er dem Herzog von Anjou misstraut, kehrt der Comte de Monsoreau zu seiner Frau zurück. Er findet heraus, dass Diane einen Liebhaber hat. Von Saint-Luc verletzt, der ihn aus Freundschaft zu Bussy zu einer Provokation verleitet hatte, beschließt er, mit seiner Frau nach Paris zurückzukehren. Bussy erklärt sich zum Botschafter des Herzogs von Anjou beim König. Henri de Guise bereitet sich mit seinen Ligisten darauf vor, am Fronleichnamsfest den Platz des Königs einzunehmen. Chicot erhält Informationen, die es ihm ermöglichen, das Komplott zu vereiteln, indem er Gorenflot zum Trinken bringt. Der Herzog von Anjou entdeckt über seinen Lauten spielenden Agenten Aurilly die Affäre zwischen Diane und Bussy und berichtet am 31. Mai indirekt dem Grafen von Monsoreau davon, der Bussy jedoch für seinen besten Freund hielt: Denn es war sein Freund und Arzt Remy, der ihn von der Wunde heilte, die er von einem vom König trainierten Mann erhalten hatte, wie er es getan hatte, als Bussy im Februar von den anderen Günstlingen Heinrichs III. angegriffen wurde. Der Ehemann ließ Bussy mit der Komplizenschaft des Prinzen acht Tage später mit etwa zwanzig Spadassins in einem Hinterhalt fallen, bei dem der Liebhaber Dianas Widerstand leistete, aber sehr schwer verletzt wurde. Er wird auf Befehl des Herzogs von Aurilly erledigt. Der Graf von Monsoreau verlor bei dem Kampf sein Leben. Bussy befand sich am Vorabend eines entscheidenden Duells mit drei Herren des Herzogs von Anjou gegen vier Herren Heinrichs III.: alle, die ihn – mit Ausnahme von O – am Abend der Hochzeit von Saint-Luc angegriffen hatten. Obwohl Bussy bei dem Gefecht am 8. Juni starb, gelang es den Männern des Prinzen am nächsten Tag, das Duell zu gewinnen. D'Épernon überlebte, weil er nicht wie geplant gegen Bussy angetreten war und seine drei Freunde ihn aus Loyalität gebeten hatten, sich aus dem Kampf zurückzuziehen. In Wirklichkeit hatte d'Épernon ohne ihr Wissen Monsoreaus Anwerbung von Mördern für den gefürchteten Schwertkämpfer finanziert. Der König, der an seinen Günstlingen hängt, verfällt in Depressionen und einen tiefen Hass auf seinen Bruder, den er drei Monate lang in Polizeigewahrsam hält. Diane entkommt auf mysteriöse Weise aus dem Haus von Jeanne de Brissac, das sie drei Tage und drei Nächte lang besetzt hatte, und das Werk endet im September 1578 mit dem Text eines Briefes, den der reuige Verräter Bruder Gorenflot an Chicot gerichtet hatte.
Schauplatz des Romans ist das Schloss Montsoreau.

## Historische Persönlichkeiten
- Heinrich III. von Frankreich
- Katharina von Medici
- der Herzog von Anjou
- Louis de Maugiron
- Jacques de Caylus
- Bussy von Amboise
- Charles de Chambes, Graf von Montsoreau (von Dumas zum Grafen Brian de Monsoreau ernannt)
- Françoise de Maridor, Dame von Montsoreau (von Dumas Diane de Méridor genannt, die durch Heirat „die Dame von Monsoreau“ wurde).
- Olivier de Maridor, Vater von Françoise de Maridor, (von Dumas zum Baron Augustin de Méridor ernannt).
- François d'Espinay de Saint-Luc
- Jeanne de Cossé-Brissac
- Charles de Mayenne
- D'Épernon
- Schomberg
- Herzog von Guise
- Catherine von Lothringen, Herzogin von Montpensier
- Louis de Lorraine, Kardinal von Guise.
- Louise de Lorraine-Vaudémont, Königingemahlin, Ehefrau von Heinrich III.
- Heinrich von Navarra
- Charles d'Entragues (Antraguet).
- Livarot
- Riberac
- Joseph Foulon, Prior der Abtei Sainte-Geneviève in Paris.
- Crillon
- Marschall de Cossé-Brissac, Vater von Jeanne de Cossé Brissac.